# 一帘幽梦
《一帘幽梦》，琼瑶于1973年创作的中文爱情小说。后被改编成电影和电视剧。

## 情节
故事一開始以「今天家裡有宴會」七個字破題，設定在汪家豪宅中汪展鵬 ( 汪父 ) 和舜娟 ( 汪母 ) 的銀婚紀念日，除了銀婚的汪父母外，就屬汪家最值得讓人驕傲的長女汪綠萍為眾所矚目的焦點，以及次女汪紫菱與費雲帆在宴會上的第一次邂逅。
長女汪綠萍剛從大學畢業，正準備出國留學，除了樣貌出眾之外，更有著出色的才華，在學業上無人能比，向來都是汪家在眾親友中的驕傲。就如同楚濂在書中所說的，綠萍可說是完美兩個字的化身。
相形之下妹妹汪紫菱就暗淡無光了，她從小活潑好動又古靈精怪，愛玩不愛讀書，高中畢業後，大學連年重考卻都沒考上。汪母一直為她操心頭痛，總是拿優秀的姊姊跟她比，無形中帶給她更多的精神壓力。雖然紫菱不喜歡被傳統觀念所束縛，向來都抱持著不在乎的態度，可是人還是有尊嚴的，她的「失意」使她對自己一直沒有自信，在眾人面前抬不起頭來。
另一個家庭楚家，與汪家是莫逆之交，兒子楚濂與女兒楚漪與汪家兩姊妹從小就是青梅竹馬。
楚濂是業界知名的建築設計工程師，與綠萍從小就被汪楚兩家視為天生一對，雖然三人常玩在一起，但紫菱總是被冷落一旁，一直扮演著「電燈泡」的角色。
然而，他們長大以後，楚濂卻發覺自己愛的並不是綠萍，而是早已對妹妹紫菱有著濃厚的情愫，因為他喜歡紫菱的活潑、調皮、不拘小節，而不能接受綠萍的「太完美」如同水晶玻璃的藝術品一樣。
而紫菱，竟也從小暗戀著楚濂，只因為她認為楚濂是姊姊的，任何玩具、食物都能跟姊姊搶，但「情人」怎能跟姊姊搶呢？ 所以，她始終將她的白馬王子──楚濂埋藏在心底。
費雲帆是一位優秀的商人、因為投資股票意外變成巨富，是擁有不凡的人生經歷與成熟穩重的男子，但他一直讓人詬病的是離了好幾次婚。他幾乎邁入中年，論輩分應是紫菱他們的叔叔，但在親友交誼中，多次與紫菱相談甚歡，年紀相差幾乎20歲的兩人，竟也能相知又相逢。其實從另一個角度來看，雲帆雖然有成功的事業，但在感情上的挫敗，一直是他自卑的地方，所以，一個「情場失意」的費雲帆，一個「考場失意」的汪紫菱，即使年齡有差距，卻有著同病相憐的情感。
在一次楚濂替紫菱溫習功課的機會中，楚濂毅然決然向紫菱訴說出自己埋藏已久的情愫，紫菱也承認自己一直暗戀著他，但紫菱不願傷害姊姊，於是拒絕了楚濂的愛，而楚濂則認為長痛不如短痛，與其和綠萍繼續這樣曖昧不明造成三人的痛苦，還不如快刀斬亂麻坦白面對並終結這場三角戀，於是，他決定約綠萍出來，向綠萍提出分手。不料，楚濂卻因自己心神不寧和罪惡感，騎車失神，載著綠萍出了車禍，綠萍也因此而斷了一條腿，更斷了她的留學之路。
這場車禍來的不是時候！楚濂是在還沒表明分手之前出車禍的，所以綠萍依然不知道楚濂的心事。車禍使得楚濂永遠不敢再提分手，因為是他害綠萍失去一條腿和後半人生，他必須負起所有的責任，他必須娶綠萍。而紫菱，該如何面對自己所愛的楚濂變成自己的「姊夫」？ 故事中紫菱的一句經典台詞：「恭喜你做我的姊夫！」一語道盡了他們兩人心中難以釐清的千頭萬緒。一直在紫菱無助時伸出援手、當她靠山的費雲帆，是否能替他們解決這場三角戀？ 直到發生車禍，綠萍都不知道楚濂其實愛的是妹妹紫菱這個事實，是否在以後錯綜複雜的感情糾葛中，她會發現這個事實的真相，而造成另一階段的心靈打擊？

## 人物
汪家
- 汪展鵬 ─ 汪父，商人。
- 舜　娟 ─ 汪母，家庭主婦。
- 汪綠萍 ─ 汪家長女，剛從T大畢業的高材生。
- 汪紫菱 ─ 汪家次女，大學重考生，無業。

楚家
- 楚尚德 ─ 楚父，公務員。
- 心　怡 ─ 楚母，家庭主婦。
- 楚　濂 ─ 楚家長子，建築工程師。
- 楚　漪 ─ 楚家次女，大學生。

費家
- 費雲舟 ─ 費家長子，商人，與汪展鵬在生意上有所往來，亦是好友。
- 費雲帆 ─ 費家次子，原本是設計師，因為投資股票暴富，經營餐廳。

## 原型
琼瑶接受采访时表示，紫菱的原型来自她少女时期的经历，而姐姐綠萍的原型同樣是高材生的妹妹陳錦春。

## 改編影視的角色和背景調整
一簾幽夢堪稱是瓊瑤小說改編成電視劇中改變最大的，內容幾乎顛覆了小說的設定，尤其是關於綠萍的部分。
1996 年版《一簾幽夢》
- 1. 加入了《浪花》情節，把當中要角女畫家秦雨秋與其外甥女戴曉妍，成為1996年版的故事支線希望能創造出收視話題。因此秦雨秋的外遇對象從《浪花》原作的賀俊之變成汪展鵬（ 原著與 1975 年電影版皆無 )。
- 2. 原著和電影版中楚濂的妹妹楚漪，該劇中改為弟弟楚沛，是為了加入他與戴曉妍談戀愛的戲碼，漸漸導入汪展鵬的婚外情被發現，希望能創造出可看性。
- 3. 原著中的灑狗血橋段：楚濂故意用手去被燭火灼燙以表明心意、費雲帆連續打紫菱十個耳光等1996年版均未採用。楚濂故意騎機車高速撞牆自殘則是1996年版新編的情節。
- 4. 在時空背景上，原著和電影版中費雲帆的國外事業是在義大利，該劇則改為法國。
- 5. 實地拍攝法國的名勝凱旋門、艾菲爾鐵塔、塞納河、羅浮宮、聖母院、中國的萬里長城、北京故宮、天壇等，栩栩呈現，盡收眼底，每個畫面都是浪漫唯美經過精心製作，希望能創造出超越當年電影版的口碑與話題。 ( 原著與電影版無 )。
- 6. 萬里長城為該劇的紫菱與費雲帆的定情處，完結篇在此收場 ( 原著與電影版無 )。
- 7. 全劇開場為九O年代國內夯起的跨年晚會倒數計時，紫菱、綠萍、楚濂三人在此同歡，強調他們感情甚篤的青梅竹馬之交 ( 原著與電影版的開場為紫菱與費雲帆首次相遇的宴會 )。
- 8. 該劇中紫菱與費雲帆首次相遇在法國巴黎，是連帶關係的「奇遇」，以強調「相遇是一種魔咒」。之後才帶回到台灣的宴會上再次相遇。
- 9.電視劇對綠萍的改編最為明顯，原作的綠萍為品學兼優的大學畢業生，準備出國留學，卻因出車禍放棄出國（這也是她怨恨楚濂的原因之一）電視劇則改為舞蹈家，年紀也不相同。
- 10.原作中楚濂始終鍾情於紫菱。而在1996年版的設定是楚濂周旋在綠萍與紫菱之間，而有花心的負面印象被抨擊成為該劇中最不討好的角色。

2007 年版《又見一簾幽夢》
部分沿用 1996 年版
- 1.刪除《浪花》的故事設定，將秦雨秋改名為沈隨心，職業設定從畫家變成陶藝家，而戴曉研改名為劉雨珊。在2007年版的情節改為沈隨心是汪展鵬在結婚前就已結識的紅顏知己，之後再續前緣，後來發現劉雨珊其實是展鵬和隨心的親生女兒。
- 2. 楚沛的角色仍沿用 1996 年版，亦與劉雨珊談戀愛。
- 3. 在時空背景上，原著和 1996 年版的主景皆為台北市，該劇則改為上海市，全劇主景皆在中國大陸上海拍攝，無台灣場景；費雲帆的國外事業仍沿用 1996 年版的法國。
- 4. 加入了花都普羅旺斯，為該劇的紫菱與費雲帆的定情處，全劇在此開場，完結篇也在此收場。
- 5. 紫菱與費雲帆相遇的模式仍沿用 1996 年版。
- 6. 全劇加入了使用網際網路、視訊、MSN 等情節。
- 7.1996年版的設定一開始楚濂與綠萍先相愛，而後愛上紫菱，導致紫菱完全成為介入兩人的第三者，與原作有所出入。2007年版還原原作的設定，一直是綠萍單方面的暗戀楚濂，她也以為楚濂愛的是她，但楚濂愛的始終是紫菱。

## 改编作品

### 電影
- 一簾幽夢(1975年)
  - 汪紫菱：甄珍 飾
  - 汪綠萍：汪萍 飾
  - 費雲帆：謝賢 飾
  - 楚濂：秦祥林 飾

### 電視劇
- 一簾幽夢(1996年)
  - 費雲帆：劉德凱 飾
  - 汪紫菱：陳德容 飾
  - 楚濂：林瑞陽 飾
  - 汪綠萍：蕭薔 飾

- 又见一帘幽梦(2007年)
  - 費雲帆：方中信 飾
  - 汪紫菱：張嘉倪 飾
  - 汪綠萍：秦嵐 飾
  - 楚濂：保劍鋒 飾